# Centre Pompidou West Bund Museum
Le Centre Pompidou West Bund Museum est un musée d'art moderne et contemporain, situé à Shanghai en Chine. 
Issu d’une coopération entre le Centre national d'art et de culture Georges-Pompidou et la société chinoise, semi publique, West Bund group, c’est la troisième implantation du musée français hors de l'hexagone après celles de Malaga et de Bruxelles. Inauguré par le président français Emmanuel Macron le 5 novembre 2019, il ouvre au public le 8 novembre.

## Historique
Le projet de créer un Centre Pompidou à Shanghai a été envisagé en 2006. Il s’agissait alors d’installer une antenne permanente du musée parisien. Mais le dossier est rapidement abandonné. Puis en 2015, lors d’un voyage en Chine du président français François Hollande accompagné de Serge Lasvignes, président du Centre Pompidou, un nouveau projet d’implantation est engagé. Il s’agit d’ouvrir une antenne provisoire, pour 5 ans renouvelables, comme cela a été fait, avec succès pour le Centre Pompidou de Malaga en Espagne. Une convention de coopération culturelle est alors signée par les deux pays en juillet 2017. En janvier 2018 la réalisation de ce nouveau musée est confirmé au plus haut niveau entre le président chinois Xi Jinping et le président français Emmanuel Macron lors d’un voyage en Chine de ce dernier.
Il est inauguré par Emmanuel Macron le 5 novembre 2019.

## Présentation
Le Centre Pompidou West Bund Museum de Shanghaïi est la troisième implantation du Centre national d'art et de culture Georges-Pompidou hors de l'Hexagone après celles de Malaga et de Bruxelles.
Le musée est implanté sur les berges du fleuve Huangpu, l’aménagement de l’ensemble de la zone d’activités a été confié par les autorités chinoises du district de Xuhui (subdivision administrative de Shanghai) à une société semi-publique, le West Bund group. Celle-ci a fait concevoir sur une partie de l'ancien district industriel un « corridor artistique » de sept kilomètres le long du fleuve. Cet espace culturel accueille plusieurs lieux artistiques comme le Musée Long, le Yuz Museum, le Centre de la photographie de Shanghai, leTank Shanghai Art Park et le Start Museum. Le bâtiment, abritant le nouveau musée se développe sur une surface de 25 000 mètres carrés, sa construction a commencé en 2016, il a été conçu par l’architecte britannique David Chipperfield.
Le musée à la double vocation de faire connaître l’art contemporain occidental au public chinois et de découvrir les nouveaux artistes chinois dans ce domaine.

## À voir